# 4ª Divisão Aérea (Alemanha)

4. Divisão Flieger (4ª Divisão Aérea) foi uma das principais divisões da Luftwaffe alemã na Segunda Guerra Mundial. Foi formado em 1º de agosto de 1938 em Munique a partir do Höheren Fliegerkommandeur 5 . A Divisão foi redesignada 21. Flieger-Division em 1 de novembro de 1938 e mudou-se para Braunschweig e novamente renomeado para 4. Divisão Flieger em 1 de fevereiro de 1939. A unidade foi transferida para Düsseldorf em 1º de outubro de 1939 e redesignada como IV. Fliegerkorps em 11 de outubro de 1939 e reformado novamente em junho de 1943 em Smolensk.